# Chiesa dei Santi Martino e Agata
La chiesa dei Santi Martino e Agata, detta anche solo chiesa di San Martino, è la parrocchiale di Moltrasio, in provincia e diocesi di Como; fa parte del vicariato di Cernobbio.

## Storia
Si ignora l'epoca in cui sorse il nucleo originale della chiesa dei Santi Martino e Agata, la cui presenza è però attestata a partire del Duecento: più precisamente, la prima citazione è da ricercare in un atto notarile del 1207.
Dalla relazione della visita del 1589 del vescovo di Como Feliciano Ninguarda s'apprende che la parrocchia di Moltrasio ricadeva nei confini della pieve di Zezio e che la chiesa, di piccole dimensioni, ospitava due altari, dedicati rispettivamente a san Martino e alla Beata Vergine Maria.
Tra la fine di quel secolo e gli anni quaranta del successivo il luogo di culto fu oggetto di alcuni interventi di ampliamento e di decorazione, in occasione dei quali, tra l'altro, si provvide ad aggiungere due cappelle laterali.
Nel 1885 l'antico pavimento costituito da lastroni in pietra di Moltrasio venne sostituito da quello nuovo in piastrelle in marmo nero e in marmo bianco alternate.
Nel 1893 il vescovo Andrea Ferrari, nel corso della sua visita pastorale, trovò che la parrocchiale, dalla quale dipendevano la chiesa comparrocchiale di Sant'Agata e l'oratorio dei Santi Rocco e Sebastiano, era sede delle due confraternite del Santissimo Sacramento e del Santissimo Rosario e i fedeli ammontavano a 1129.
La chiesa venne interessata da un nuovo ampliamento a partire dal 1935, allorché si procedette alla costruzione di due ulteriori cappelle laterali e della facciata, la quale prima non esisteva a casa del fatto che la parrocchiale era contigua al vecchio palazzo comunale, contestualmente demolito; i lavori terminarono nel 1936 e il 12 settembre del medesimo anno venne celebrata la consacrazione.
Nel 1938, con decreto recante la data del 1° gennaio, il vescovo Alessandro Macchi aggregò la parrocchia al vicariato di Cernobbio e il 26 agosto del 1942 il medesimo presule elevò la chiesa al rango di prepositurale.

## Descrizione

### Esterno
La facciata della chiesa, rivolta a settentrione, è suddivisa da una cornice marcapiano aggettante in due registri: quello inferiore, scandito da quattro semicolonne ioniche, presenta centralmente il portale maggiore timpanato e ai lati due ingressi secondari e altrettante finestre, mentre quello superiore è caratterizzato da una finestra a lunetta e coronato dal frontone triangolare.
Annesso alla parrocchiale è il campanile a base quadrata, la cui cella presenta su ogni lato una monofora a tutto sesto protetta da balaustra ed è coronata dalla cupola poggiante sul tamburo ottagonale.

### Interno

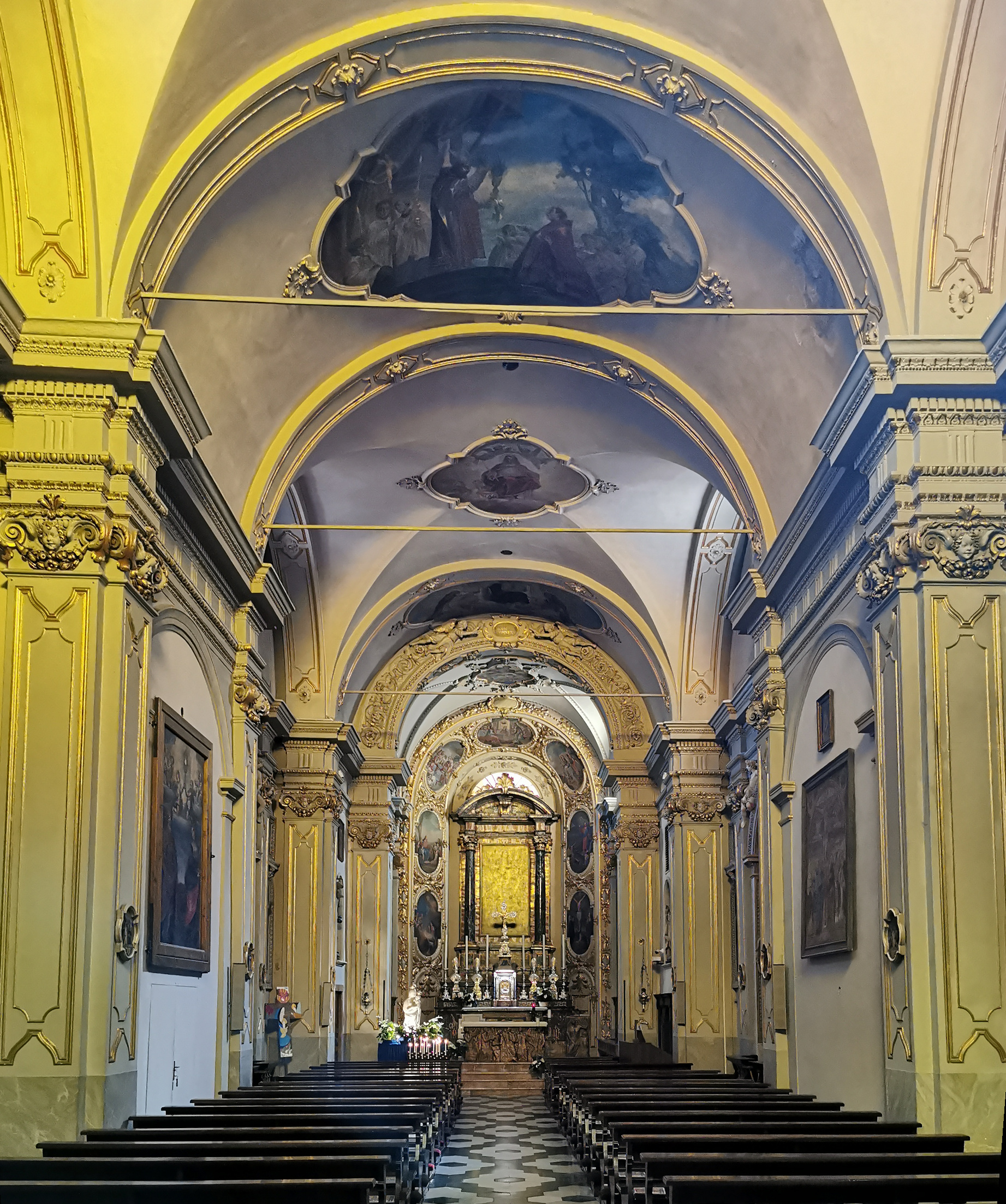
L'interno

L'interno dell'edificio si compone di un'unica ampia navata voltata a botte, sulla quale si affacciano quattro cappelle laterali, introdotte da archi a tutto sesto, e le cui pareti sono scandite da lesene sorreggenti la trabeazione modanata e aggettante con fregio abbellito da metope e triglifi; al termine dell'aula si sviluppa il presbiterio, rialzato di alcuni gradini e chiuso dall'abside.
Qui sono conservate diverse opere di pregio, tra le quali l'altare della Beata Vergine del Rosario, costruito nel XVI secolo e impreziosito nel 1626 da Giovan Paolo Recchi che realizzò i due affreschi ritraenti la Fuga in Egitto e l'adorazione dei Magi, la tela con soggetto la Crocefissione, eseguita nel Seicento da Giovan Mauro della Rovere, autore pure dello stendardo raffigurante la Vergine del Rosario e i Santi Martino e Agata in adorazione del Santissimo Sacramento, la pala con la Crocifissione, realizzata da Giovanni Andrea De Magistris nel 1520, i due affreschi che rappresentano San Francesco che riceve le stigmate e San Carlo tra i lebbrosi, firmati da Francesco Carpano, e la tela avente come soggetto la Natività con Santi, dipinta da Alvise De Donati nel 1507.